# 황석정
황석정(1971년 2월 2일 ~ )은 대한민국의 배우이다.

## 학력
- 부산여자고등학교 졸업
- 서울대학교 국악과(89) 졸업
- 한국예술종합학교 연기과 졸업

## 출연 작품

### 영화
- 2001년 《고양이를 부탁해》 - 통장 아줌마 / 거지 여인 역
- 2002년 《정글 쥬스》 - 갈매기 1 역
- 2004년 《마지막 늑대》 - 육상 코치 역
- 2004년 《바람의 전설》 - 간호사 희선 역
- 2004년 《귀신이 산다》 - 슈퍼 여주인 역
- 2004년 《나쁜 아들》 - 빚쟁이 여자 역
- 2005년 《미스터 주부 퀴즈왕》 - 양성자 주부 역
- 2006년 《사랑을 놓치다》 - 혜정 역
- 2006년 《강적》 - 황형사 역
- 2006년 《애정결핍이 두 남자에게 미치는 영향》 - 슈퍼녀 역
- 2007년 《최강 로맨스》 - 여작가 역
- 2008년 《기다리다 미쳐》 - 국사 선생 역
- 2008년 《내 사랑 유리에》 - 산도적의 여인, 미스코리아 후보, 미스코리아 사회자 역
- 2008년 《순정만화》 - 하주임 역
- 2010년 《황해》 - 달라상 역
- 2011년 《수상한 이웃들》 - 옥옥자 역
- 2012년 《아부의 왕》 - 아줌마1 역
- 2012년 《회사원》 - 카페주인 역
- 2012년 《가족시네마》 - 주인 아내 역
- 2012년 《사이비》 - 영선 모 역
- 2014년 《윤희》 - 명자 역
- 2014년 《우리별 일호와 얼룩소》 - 북쪽마녀, 놀이터 사람들 역
- 2014년 《두근두근 내 인생》 - 할렐루야1 역
- 2014년 《발광하는 현대사》 - 순이엄마 목소리 역
- 2015년 《혜경궁 홍씨》
- 2015년 《더 폰》 - 서광현 역
- 2016년 《순정》 - 개덕 모 역
- 2016년 《곡성》 - 닭상인 역
- 2016년 《서울역》 - 여인숙 주인 역
- 2017년 《살인자의 기억법》 - 조연주 역
- 2018년 《그것만이 내 세상》 - 강실장 역
- 2019년 《그대 이름은 장미》 - 한명희 역
- 2021년 《큰엄마의 미친봉고》 - 임세령 역
- 2021년 《베르나르다 알바》
- 2022년 《하로동선》 - 혜경 역

### 드라마
- 2007년 MBC 《9회말 2아웃》 - 장추자 역
- 2007년 SUPER ACTION 《S 클리닉》 - 개작두 아내 역
- 2008년 OCN 《에로배우 살인사건》 - 박선생 역
- 2009년 EBS 《원시가족 뚜따 패밀리》 - 마뚜 역
- 2010년 SBS 《시크릿 가든》 - 찜질방 주인 역
- 2011년~2012년 KBS2 《오작교 형제들》 - IBC 팀장 역
- 2011년 KBS2 《아들을 위하여》 - 명화 역
- 2011년 GTV 《우리가 연애를 못하는 이유》 - 마리 역
- 2012년 TV조선 《지운수대통》
- 2012년 SBS 《신사의 품격》 - 가게 사장 역
- 2012년 KBS2 《세상 어디에도 없는 착한남자》 - 강마루네 이웃주민 역
- 2013년 KBS2 《직장의 신》 - 한범만 역
- 2013년 KBS2 《비밀》 - 산드라황 역
- 2014년 KBS2 《참 좋은 시절》 - 최재숙 역
- 2014년 MBC 《왔다! 장보리》 - 민호의 어머니 역 (특별출연)
- 2014년 KBS2 《연애의 발견》 - 호프집 주인 역
- 2014년 MBC 《야경꾼 일지》 - 당골어미 역
- 2014년 tvN 《미생》 - 재무부장 역
- 2014년 JTBC 《선암여고 탐정단》 - 이여주 역
- 2014년 MBC 《전설의 마녀》 - 상가사장 부인 역
- 2015년 Mnet 《칠전팔기 구해라》 - 엄 작가 역
- 2015년 JTBC 《순정에 반하다》
- 2015년 tvN 《식샤를 합시다 2》 - 김미란 역
- 2015년 KBS1 《가족을 지켜라》 - 서림병원 조리사 역
- 2015년 SBS 《가면》 - 황말자 역
- 2015년 SBS 《너를 사랑한 시간》 - 강아지를 들고 탄 승객 역 (특별출연)
- 2015년 MBC 《그녀는 예뻤다》 - 김라라 역 / 고깃집 사장 역
- 2015년 MBN 《엄마니까 괜찮아》 - 송민주 역
- 2015년 tvN 《막돼먹은 영애씨 시즌14》 ... 무당 역
- 2016년 tvN 《치즈인더트랩》 - 강교수 역
- 2016년 MBC EVERY1 《웹툰히어로 툰드라쇼 시즌 2 - 조선왕조실톡 시즌2》 - 황덕정 (45세) 역
- 2016년 KBS2 《동네변호사 조들호》 - 황애라 역
- 2016년 tvN 《쓸쓸하고 찬란하神 - 도깨비》 - 점쟁이 / 이승을 떠도는 영혼 역
- 2016년 MBC 《역적 : 백성을 훔친 도적》 - 월하매 역
- 2017년 웹드라마 《루비루비럽》 - 단호박 역
- 2017년 SBS 《초인가족 2017》 - 마정난 팀장 역
- 2017년 SBS 《사랑의 온도》 - 박은성 역
- 2017년 tvN 《이번 생은 처음이라》 - 황작가 역
- 2018년 KBS2 《우리가 만난 기적》 - 임도희 역
- 2018년 SBS 《친애하는 판사님께》 - 이하연 역
- 2018년 SBS 《미스 마 - 복수의 여신》 - 오회장 역
- 2019년 MBC 《나쁜 형사》 - 황부경 역
- 2019년 채널A 《평일 오후 세시의 연인》 - 심 클라라 역
- 2020년 SBS 《날아라 개천용》 - 유시자 역 (특별출연)
- 2021년 KBS2 《달리와 감자탕》 - 홍자영 역 (특별출연)
- 2022년 tvN 《고스트 닥터》 - 김 여사 역
- 2022년 KBS2 《징크스의 연인》 - 윤이영 역
- 2023년 시네마 천국 《핀란드 파파》 - 마리 역
- 2023년 tvN 《구미호뎐 1938》 - 최승자 역
- 2023년 ENA 《모래에도 꽃이 핀다》 - 임현자 역
- 2024년 KBS2 《환상연가》 - 충타 역
- 2024년 tvN 《가석방심사관 이한신》 - 허은지의 동료 재소자 역 (특별출연)

### 뮤지컬
- 2016년 《천변살롱》
- 2016년 《페스트》
- 2019년 《애니》

## 방송
- 2014년 tvN 《강용석의 고소한 19》
- 2015년 MBC 《미스터리 음악쇼: 복면가왕》
- 2015년 MBC 《세바퀴》
- 2015년 OtvN 《어쩌다 어른》
- 2015년 JTBC 《엄마가 보고있다》
- 2015년 MBC 《나 혼자 산다》
- 2015년 MBC 《황금어장 라디오스타》
- 2015년 tvN 《현장토크쇼 택시》
- 2015년 KBS W 《빨간 핸드백》
- 2015년 KBS2 《위기탈출 넘버원》
- 2015년 SBS 《힐링캠프, 기쁘지 아니한가》
- 2015년 MBC 《다큐 스페셜 - 잠을 지배하라》 - 내레이션
- 2015년 JTBC 《비정상회담》
- 2015년 KBS2 《해피투게더 시즌3》
- 2015년 SBS 《동상이몽, 괜찮아 괜찮아》
- 2015년 SBS 《런닝맨》
- 2015년 MBC 《황금어장 라디오스타》
- 2015년 MBN 《전국제패》
- 2016년 JTBC 《님과 함께 시즌2 - 최고의 사랑》
- 2016년 tvN 《오 마이 갓》
- 2016년 KBS2 《노래싸움 - 승부》
- 2016년 OLIVE 《조용한 식사》
- 2016년 SBS 《2016 희망TV SBS》
- 2016년 JTBC 《말하는대로》
- 2016년 SBS 《씬스틸러》
- 2017년 EBS1 《책대로 한다》
- 2017년 MBC 《AD 2100 기후의 반격》
- 2017년 TV조선 《배낭 속에 인문학》 - 게스트
- 2018년 MBC 《미스터리 음악쇼: 복면가왕》 - 참가자 (누난 런던스타일 타워브리지)
- 2018년 JTBC 《차이나는 클라스》 - 게스트
- 2019년 TV조선 《부라더 시스터》
- 2020년 KBS2 《사장님 귀는 당나귀 귀》 - 게스트
- 2022년 EBS1 《EBS 다큐프라임 - 연애기계》 - 내레이션
- 2022년 SBS 《런닝맨》 - 게스트

## 수상 및 후보
| 연도 | 시상식                       | 부문                              | 작품              | 결과 |
| ---- | ---------------------------- | --------------------------------- | ----------------- | ---- |
| 2015 | MBC 방송연예대상             | 버라이어티부문 여자 우수상        | 나 혼자 산다      | 수상 |
| 2015 | MBC 연기대상                 | 미니시리즈부문 베스트 여자 조연상 | 그녀는 예뻤다     | 수상 |
| 2016 | KBS 연기대상                 | 여자 조연상                       | 동네변호사 조들호 | 후보 |
| 2017 | SBS 연기대상                 | 여자 조연상                       | 사랑의 온도       | 후보 |
| 2019 | 제27회 대한민국 문화연예대상 | 영화부문 여자 우수연기상          |                   | 수상 |
| 2024 | KBS 연기대상                 | 여자 조연상                       | 환상연가          | 후보 |